# سیستی‌سرکوزیس
سیستی‌سرکوزیس (به انگلیسی: Cysticercosis) نوعی عفونت بافتی است که عامل آن گونهٔ جوان (سیستی سرکوس)  تنیا سولیوم است. ممکن است افراد مبتلا سال‌ها هیچ نشانگانی را بروز ندهند. همچنین ممکن است برآمدگی‌های سفتی که تقریباً یک الی دو سانتی‌متر هستند روی پوست یا ماهیچه‌شان ایجاد شود یا مغز تحت تأثیر قرار بگیرد که نوروسیستی‌سرکوزیس نامیده می‌شود. پس از چند سال، ممکن است این برآمدگی‌ها دردناک و متورم شوند و سپس رفع شوند.  در کشورهای در حال توسعه، این مورد یکی از شایع‌ترین عوامل تشنج است.
این بیماری معمولاً از طریق خوردن غذا یا آبی ایجاد می‌شود که حاوی تخم‌های نواری کرم گوشت خوک باشد. سبزی‌های پخته نشده منبع اصلی این تخم‌ها هستند. کرم‌های نواری گوشت خوک از مدفوع کسی می‌آیند که آلوده به کرم‌های بالغ است. به این چنین شرایطی تنیاسیس می‌گویند. تنیاسیس یک بیماری دیگر است و عامل آن خوردن کیست‌هایی است که درون گوشت خوک نیم پز وجود دارند. کسانی که با افراد آلوده به این کرم نواری زندگی می‌کنند بیشتر در معرض ابتلا به سیستی‌سرکوزیس هستند. تشخیص این بیماری می‌تواند از طریق بافت‌برداری آسپیراسیون یک کیست صورت پذیرد. عکس برداری از مغز به کمک توموگرافی رایانه‌ای (CT) یا تصویرسازی تشدید مغناطیسی (MRI) بیش از هر ابزار دیگری در تشخیص این بیماری در مغز مفید هستند. افزایش تعداد گلبول‌های سفید، که به آن ائوزینوفیل گفته می‌شود، در مایع مغزی-نخاعی و خون نیز به عنوان شاخص به کار می‌رود.
به صورت خیلی کارآمدی می‌توان از طریق رعایت بهداشت فردی از عفونت جلوگیری کرد. این امر شامل پخت مناسب گوشت خوک، توالت‌های مناسب و دسترسی بهتر به آب سالم می‌شود. درمان افرادی که دچار تنیاسیس هستند در جلوگیری از شیوع بیماری مؤثر است. درمان بیماری که سیستم عصبی را درگیر نمی‌کند ممکن است ضروری نباشد. درمان بیمارانی که سیستی‌سرکوزیس عصبی دارند می‌تواند از طریق داروهای پرازیکوانتل یا آلبندازول صورت گیرد. ممکن است استفاده از این داروها برای مدت طولانی ضروری باشد. استروئید برای جلوگیری از التهاب طی درمان و داروهای ضدتشنج نیز ممکن است ضروری باشند. گاهی برای برداشتن کیست‌ها جراحی انجام می‌گیرد.
کرم نواری گوشت خوک بالاخص در آسیا، کشورهای جنوب صحرای آفریقا، و آمریکای لاتین شایع می‌باشند. باور بر این است که در بعضی مناطق بیش از ۲۵٪ افراد آلوده به این بیماری هستند. در کشورهای توسعه یافته این بیماری بسیار غیرعادی است. در سال۲۰۱۰، این بیماری حدود ۱۲۰۰ تلفات به جای گذاشت که نسبت به ۷۰۰ نفر در سال ۱۹۹۰ با افزایش روبرو بوده است. سیستی‌سرکوزیس خوک‌ها و گاوها را نیز آلوده می‌کند اما به ندرت علائمی در آن‌ها ظهور می‌کند. این بدین خاطر است که بیشتر آن‌ها به اندازه‌ای عمر نمی‌کنند که علائم را نشان دهند. در طول تاریخ این بیماری انسان‌ها را دچار کرده است. این بیماری یکی از بیماری‌های مورد غفلت مناطق استوایی است.